# Governo Babiš II
Il Governo Babiš II è stato il ventunesimo esecutivo della Repubblica Ceca. È stato un governo di coalizione di minoranza composto dai partiti ANO 2011 e socialdemocratico (ČSSD), con l'appoggio esterno del partito comunista (KSČM). Il Primo ministro è Andrej Babiš, leader di ANO, che ha ricevuto l'incarico dal presidente della Repubblica Ceca Miloš Zeman. L'esecutivo ha ottenuto la fiducia alla Camera dei deputati il 12 luglio 2018, con 105 voti a sostegno.

## Storia
Alle elezioni parlamentari dell'ottobre 2017 era uscito vincente il partito populista ANO 2011, con il suo leader Babiš. Il presidente Miloš Zeman incaricò Babiš di formare un governo con altri partiti, ma tutti gli altri gruppi parlamentari si rifiutarono di formare un governo di coalizione ANO a causa di un'indagine della polizia nei confronti dello stesso Babiš per frode. Il primo governo di Babiš non ottenne la fiducia alla Camera. In seguito, il partito socialdemocratico ČSSD ha deciso di tenere colloqui con ANO. Ai colloqui partecipò anche il partito comunista KSČM, che ha accettato di dare il supporto esterno al governo in cambio del sostegno del governo in cambio dell'attuazione di alcuni punti del loro programma.
Il 15 giugno 2018 un referendum interno al partito socialdemocratico ha dato il via libera alla nascita del governo, che ottenne la fiducia il 12 luglio 2018.

## Composizione
| Carica                                                 | Titolare                              | Titolare                                            | Partito      |
| ------------------------------------------------------ | ------------------------------------- | --------------------------------------------------- | ------------ |
| Primo ministro                                         |                                       | Andrej Babiš                                        | ANO 2011     |
| Primo vice primo ministro; ministro dell'interno       |                                       | Jan Hamáček                                         | ČSSD         |
| Vice primo ministro                                    |                                       | Richard Brabec (fino al 30 aprile 2019)             | ANO 2011     |
| Vice primo ministro                                    |                                       | Alena Schillerová (dal 30 aprile 2019)              | Indipendente |
| Vice primo ministro                                    | Karel Havlíček (dal 30 aprile 2019)   |                                                     | Indipendente |
| Ministro degli affari esteri                           |                                       | Jan Hamáček (ad interim; fino al 15 ottobre 2018)   | ČSSD         |
| Ministro degli affari esteri                           | Tomáš Petříček (dal 16 ottobre 2018)  |                                                     | ČSSD         |
| Ministro delle finanze                                 |                                       | Alena Schillerová                                   | Indipendente |
| Ministro della salute                                  |                                       | Adam Vojtěch                                        | Indipendente |
| Ministro dell'ambiente                                 |                                       | Richard Brabec                                      | ANO 2011     |
| Ministro del lavoro e delle politiche sociali          |                                       | Petr Krčál (fino al 18 luglio 2018)                 | ČSSD         |
| Ministro del lavoro e delle politiche sociali          | Jana Maláčová (dal 30 luglio 2018)    |                                                     | ČSSD         |
| Ministro dell'industria e del commercio                |                                       | Marta Nováková (fino al 30 aprile 2019)             | ANO 2011     |
| Ministro dell'industria e del commercio                |                                       | Karel Havlíček (dal 30 aprile 2019)                 | Indipendente |
| Ministro della giustizia                               |                                       | Taťána Malá (fino al 10 luglio 2018)                | ANO 2011     |
| Ministro della giustizia                               |                                       | Jan Kněžínek (dal 10 luglio 2018 al 30 aprile 2019) | Indipendente |
| Ministro della giustizia                               | Marie Benešová (dal 30 aprile 2019)   |                                                     | Indipendente |
| Ministro dell'educazione, della gioventù e dello sport |                                       | Robert Plaga                                        | ANO 2011     |
| Ministro della difesa                                  |                                       | Lubomír Metnar                                      | Indipendente |
| Ministro dei trasporti                                 |                                       | Dan Ťok (fino al 30 aprile 2019)                    | Indipendente |
| Ministro dei trasporti                                 | Vladimír Kremlík (dal 30 aprile 2019) |                                                     | Indipendente |
| Ministro dello sviluppo regionale                      |                                       | Klára Dostálová                                     | Indipendente |
| Ministro dell'agricoltura                              |                                       | Miroslav Toman                                      | Indipendente |
| Ministro della cultura                                 |                                       | Antonín Staněk (fino al 31 luglio 2019)             | ČSSD         |
| Ministro della cultura                                 | Lubomír Zaorálek (dal 27 agosto 2019) |                                                     | ČSSD         |